# خوان فيرارا
خوان فيرارا (بالإسبانية: Juan Ferrara)‏ هو ممثل مكسيكي، ولد في 8 نوفمبر 1943 في غوادالاخارا في المكسيك.

## أعمال

### مسلسلات
- المتمردة

## وصلات خارجية
- خوان فيرارا على موقع IMDb (الإنجليزية)
- خوان فيرارا على موقع ألو سيني (الفرنسية)
- خوان فيرارا على موقع أول موفي (الإنجليزية)
- خوان فيرارا على موقع قاعدة بيانات الفيلم (الإنجليزية)
- خوان فيرارا على موقع كينوبويسك (الروسية)